# Ginglyme
Un ginglyme (ou une articulation trochléenne) est une jointure synoviale dans laquelle l'une des surfaces articulaires est en forme de poulie (ou trochlée) : deux facettes articulaires convexes séparées par un sillon. L'autre surface étant inversement conformée : deux facettes articulaires concaves séparées par une crête.
Ce type d'articulation est uni-axial avec un seul degré de liberté : c'est une articulation cylindrique. Il permet un mouvement de type flexion et extension. Durant le mouvement, les axes des os restent rarement dans le même plan.
Le squelette humain possède les ginglymes suivants :
- l'articulation huméro-ulnaire ;
- l'articulation fémoro-patellaire ;
- les articulations interphalangiennes de la main ;
- les articulations interphalangiennes du pied.